# Cayo Julio Galo
Cayo o Gayo Julio Galo (en latín: Gaius Julius Gallus) fue un senador romano que vivió a finales del siglo I y principios del siglo II, y desarrolló su cursus honorum bajo los reinados de Trajano, y Adriano.

## Carrera política
Mediante diplomas militares se ha demostrado que Galo fue cónsul sufecto en el año 124 junto con Cayo Valerio Severo. Otros diplomas muestran que el en el año 126 fue gobernador de la provincia de Moesia Superior.